# Gwede Mantashe

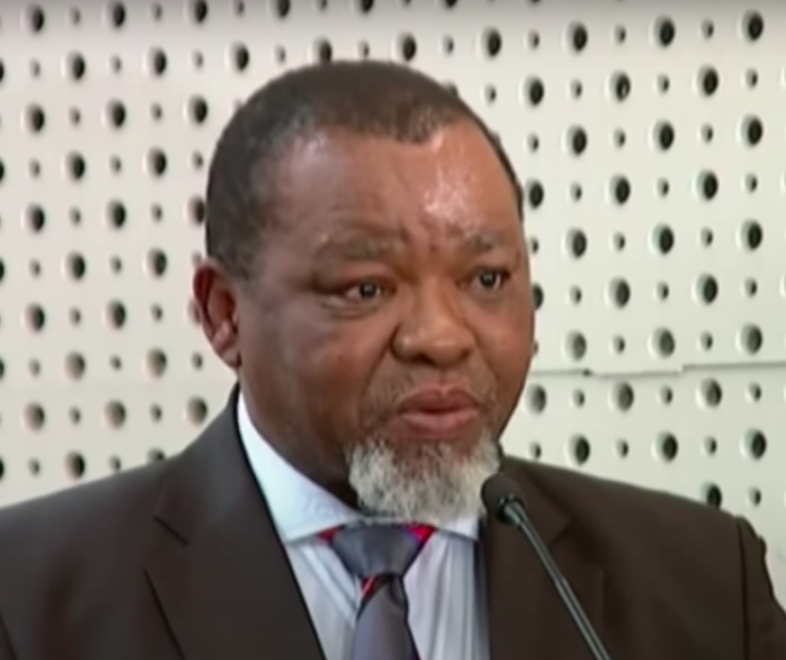
Gwede Mantashe, 2019

Samson Gwede Mantashe (* 21. Juni 1955 in Lower Cala, Kapprovinz) ist ein südafrikanischer Politiker und Gewerkschafter. Seit 2018 gehört er als Minister den Kabinetten Ramaphosa I und RamaphosaII an.

## Leben
Mantashe arbeitete ab 1975 bei einem Kohleunternehmen und schloss sich der National Union of Mineworkers (NUM) an, deren Vorsitzender er für den Bereich Witbank von 1982 bis 1984 war. 1985 wurde er zum Regionalsekretär der Gewerkschaft, 1988 zum nationalen Organisationsleiter gewählt. Zwischen 1994 und 1998 fungierte er zuerst als stellvertretender Generalsekretär der NUM, dann als Generalsekretär bis 2006. Zugleich studierte er an der Universität von Südafrika, wo er 1997 einen Bachelor of Commerce und 2002 einen Bachelor of Commerce (Honours) machte. 2007 wurde er Vorsitzender der South African Communist Party (SACP) und Generalsekretär des African National Congress. In dieser Funktion ist er gleichzeitig Mitglied des zentralen geschäftsführenden Komitees des Congress of South African Trade Unions (COSATU). Neben seinen Parteiämtern ist Mantashe Director bei Samancor, einem Bergwerksunternehmen. 2018 wurde er zum Minister of Mineral Resources (etwa: „Minister für Bergbau“) ernannt. 2019 wurde sein Ressort zu Mineral Resources and Energy erweitert.
1995 wurde Mantashe als erster Gewerkschafter in den Aufsichtsrat eines an der Johannesburger Börse gelisteten Unternehmen, nämlich Samancor, gewählt.